# علی‌آباد کتول
علی‌آباد کَتول، شهری در استان گلستان در شمال ایران است. این شهر مرکز شهرستان علی‌آباد این استان است.
مردم علی‌آباد کتول به زبان تبری سخن می‌گویند. مردم علی‌آبادکتول از قومیت تبری (کتولی) و ایرانی‌تبار هستند
علی‌آباد کتول به‌طور میانگین یکی از معتدل‌ترین شهرهای ایران می‌باشد. به دلیل قرار گرفتن این شهر در منطقه پست و کم ارتفاع و قرار گرفتن در کنار چند تپه، جنگل‌های هیرکانی شمال و دو دهنه کوهستانی، آب و هوای این شهر منحصربه‌فرد شده است. آبشارکبودوال بلندترین آبشار تمام خزه جهان و تنها آبشار خزه‌ای ایران نیز در این شهر قرار دارد. این شهر یکی از بزرگ‌ترین ذخیره گاه‌های چوب سرخدار در جهان است. هرچند قطع بی‌رویه این درخت کم‌یاب و منحصربه‌فرد آن را به کمترین میزان در سالهای اخیر رسانده است. این شهر بر اساس سرشماری سال ۱۳۹۵ با حدود ۱۰۰هزار نفر جمعیت به عنوان سومین شهر استان از نظر جمعیت می‌باشد. مساحت شهرستان علی‌آباد ۱۱۶۳ کیلومتر مربع است که محدوده شهری علی‌آباد حدود ۲۰ کیلومتر مربع را شامل می‌شود؛ که پس از گرگان با ۵۵ کیلومتر مربع و گنبدکاووس با ۲۵ کیلومتری مربع سومین ناحیه شهری استان و دهمین ناحیه شهری بزرگ در شمال ایران است.

## تاریخچه

### پیشینه
با انجام عملیات بررسی و شناسایی کارشناسان سازمان میراث فرهنگی صنایع دستی و گردشگری استان گلستان تاریخ علی‌آباد کتول ۷۰۰۰ سال برآورد شده است. این تخمین بر اساس آثار شناسایی شده شامل محوطه، تپه و بناهای تاریخی است و بناهای شناسایی شده متعلق به دوران اسلامی است که شامل ۴ حمام، یک بنای مسکونی یک پل و یک آسیاب آبی است که بیشترین آثار شناسایی شده در بخش جلگه‌ای شهرستان کتول قرار دارد.
رابینوی انگلیسی در کتاب مازندران و استرآباد از نظر جغرافیائی این منطقه را بدین وصف آورده است: بلوک کتول در جنوب شرقی استرآباد و در جنوب استرآباد رستاق واقع است حدود آن از کوهستان تا صحرائی است که در دشت ترکمن‌ها است؛ و محدود است به رود کرک (KARK) و جلگه کمالان از شرق به نهر سرخ محله و از شمال به اراضی دوجی و از جنوب به میقان در بسطام طول آن از شرق به مغرب تقریباً ۱۰ مایل و از شمال به جنوب ۳۰ مایل است قسمت عمده آن پوشیده از جنگل است و صحرای علفزار نیز دارد.

### وجه تسمیه
کتول Katul در گذشته یکی از نواحی هفتگانه استراباد و از نواحی شرقی طبرستان محسوب می‌شده است. شهر علی‌آباد که به آن کمال غریب نیز گفته می‌شد حاکم نشین بلوک کتول بوده که خان‌های کتول از دوران صفوی بر ان حاکم بودند.
کتول‌ها گروهی از اقوام طبری‌تبار بودند که در بلوک کتول که از نواحی هفتگانه استراباد و شرق طبرستان محسوب می‌شد مسکن داشتند و قدمت اطلاق نام کتول به این منطقه به عصر صفوی می‌رسد هرچند قدمت واژه کتول در استراباد و طبرستان به قرن ششم می‌رسد و ریشه واژه کرتوی Kartu به هزاران سال قبل می‌رسد.
زبان کتول‌ها گویشی از زبان مازندرانی است که با زبان طبری باستان و گویش قدیم استراباد و گویش گرگان قدیم نزدیکی دارد.
نجف زاده بارفروش در کتاب واژه‌نامه مازندرانی معانی چندی را در ذیل واژه کتول katul بیان نموده است:
- دامپروری
- دامدار
- کوه
- کوهستان و ترانه کوهستان

علاوه بر این واژه کتول در زبان مازندرانی به معنی گاودار (گالش) - منطقه آزاد چرا - محلی - سرکش - محجوب است.
همچنین در ادبیات قدیم و برخی از اشعار کهنه و بومی مازندرانی از واژه کتول استفاده شده است که شعر زیر از نمونه ان است:
| کتولی بخونم مه یار کتوله |  | کتولی بخونم مه منزل دوره    |
| کتولی بخونم بورم ولایت   |  | شه یار دس دارمه شیرین شکایت |

ایرج افشار در مخابرات استراباد به استناد نامه ای که از آقای علی اصغر معززی چنین ادعا کرده‌اند که قوم کتول همان کوتوال‌های (قلعه بان) سیستان هستند که به رهبری ملک محمود سیستانی در سال ۱۱۳۹ با نادرشاه درگیر شدند و پس از شکست خوردن گروهی از آنها به منطقه استراباد تبعید شدند و چنین ادعا می‌کردند که نام کتول ریشه در کوتوال دارد و از آنجا که این مهاجران سیستانی قلعه بان بودند کوتوال نامیده می‌شدند ولی این نظریه به دلیل بی‌پایه بودن مورد قبول تاریخ نگاران قرار نگرفته است.
زیرا واژه کوتوال در بسیاری از نقاط کشور وجود دارد که عیناً به‌صورت کوتوال تلفظ می‌شوند که نشان از مهاجرت مردمی از سیستان به آن مناطق دارد و هیچ‌کدام دچار دگرگونی لفظی نشده‌اند و به واژه دیگر بدل نگشتند در حالی که این واژه در طول تاریخ هیچگاه به مردم منطقه کتول و بومی‌های آن اطلاق نشده است واژه بومی کتول در استراباد و مازندران سابقه طولانی دارد و دارای معنی غیر از قلعه بان است و تنها به گاوداران و دامپروران و مردمان بومی اطلاق می‌گشته است و از لحاظ تاریخی نام کتول پیشینه ای بسیار قدیمی تر از این رویداد در طبرستان و استراباد و منطقه کتول دارد و اینکه تمامی مهاجران و بومیان ولایت استراباد به زبان خود صحبت می‌کردند و کتول‌ها به عنوان قومی طبری‌تبار به زبان مازندرانی صحبت می‌کردند و خراسانی‌ها به زبان فارسی و قزلباش‌ها به زبان ترکی صحبت می‌کردند و هیچ اثری از گویش سیستانی که نشان دهنده حضور سیستانی‌ها تا قبل از زمان پهلوی باشد در این منطقه دیده نمی‌شود و حتی فراتر از آن هیچ سند تاریخی که ثابت کند گروهی از کوتوال‌های سیستانی به منطقه کتول یا استراباد مهاجرت کرده باشند در دسترس نمی‌باشد.
نام کتول در منابع قدیمی محلی استراباد و طبرستان در فاصله سال‌های ۶۲۳ و ۶۲۸ و ۹۹۲ و ۹۹۶ و ۱۱۳۲ مکرر دیده می‌شود.
واژه کتول و کتولی در اسنادی که به گونه وقف نامه‌های مختلف در کتاب تاریخ کتول سید ضیا میر دیلمی آمده است. می‌توان یافت در زیر بخش‌هایی از یک سند را که در ان از کلمه کتول و کتولی یاد شده است. می‌آید ((وقف موید و حبس مخلد اسلامی نمود اشرف الاعیان و الخیار الحاج اسفندیار کتولی من طایفه پلنگ… چه از طبقات ذکور و چه اناث و بعد انقراضها به دو نفر اعلم و اصلح و اتقی از اهل بلوک کتول باشد… و کان وقوع ذلک فی شهر رجب فی سنه ۱۱۳۲))
طبق این اسناد فردی از طایفه پلنگ قوم کتول اموال خود را در سال ۱۱۳۲ وقف نموده است که این تاریخ چند سال قبل از نبرد بین ملک محمود سیستانی و نادرشاه است که نشان می‌دهد قبل از ان قوم کتول در منطقه کتول فعلی ساکن بودند و ارتباطی با کوتوال‌های سیستانی نداشتند.
همچنین واژه کتول در کتاب‌های قدیمی همچون تاریخ مازندران و روضه الصفا و ناسخ التواریخ و جهانگشا انوار و … وجود دارد.
در تاریخ مفصل ایران آمده است:
از وقایع بالنسیه مهم سلطنت شاه سلیمان صفوی هجوم ترکمنان است که در سال ۱۰۸۶ به حدود استراباد حمله نموده و به قتل و غارت پرداختند و در سال ۱۰۸۷ کلبعلی خان شاملو با سپاهی از قاجار و افشار و استراباد و کتول و مینودشت و تفنگچیان مازندران آدینه سلطان رهبر ترکمنان را در استراباد شکست داد.
طبق این اسناد کتول‌ها یکی از اقوام استراباد و بومی منطقه کتول بودند که در سال ۱۰۸۷ همراه با سپاه قاجار و افشار و استراباد و مینودشت و تفنگچیان مازندران با ترکمن‌ها به پیکار پرداختند و در نبرد بر ترکمن‌ها چیره گشتند بنابراین طبق این سند کتول‌ها پنجاه سال قبل از نبرد ملک محمود سیستانی با نادرشاه در منطقه کتول به عنوان قومی بومی سکونت داشتند.
همچنین طبق کتابچه وقایع کتول گروهی به نام کتول در حدود سال ۹۹۶ از ناحیه مرکزی طبرستان (امل و بابل) به ناحیه شرقی طبرستان (بلوک شرقی استراباد) کتول فعلی در روستای پیچک محله مهاجرت نمودند و از این دوره نام کتول به این منطقه اطلاق گشته است و در دوران قبل از ان این منطقه بخشی از کبودجامه بوده است که از ولایت‌های شرقی طبرستان محسوب می‌شده است.
طبق این اسناد قومی به نام کتول ۱۵۰ سال قبل از نبرد ملک محمود سیستانی با نادرشاه در منطقه کتول فعلی سکونت داشتند و با نام کتول در منطقه شناخته می‌شدند.
براساس تمام منابع تاریخی کتول به گروهی از مردم طبری‌تبار گفته می‌شود که منطقه مرکزی طبرستان به مناطق شرقی طبرستان (شرق استراباد) مهاجرت نمودند و با مهاجرت آنها ان مناطق به کتول شهره شدند و خان‌های کتول قرن‌ها بر ان مناطق به حکومت پرداختند و هیچ ارتباطی با کوتوال‌های سیستان ندارند.
طبق تاریخ اساطیری ایران در عصر کیکاووس ولایت شرقی طبرستان کرتوی kartu نامیده می‌شده که در نزدیکی ان گرگان قدیم قرار داشت که مسکن اسپهبدان و مرزبانان تپورستان بوده است.
در کتاب سیاسی، اجتماعی کتول (نوشته محمد ابراهیم نظری)، واژه کتول از دو واژه اوستایی کته (kate) و اول (eul) تشکیل شده است. «کته» به معنای جا ومکان و «اول» به معنای شیب و دره و گودال است وکتول به مجموعه آبادی‌هایی گفته می‌شود که در درون دره و کوه قرار دارند.
کتول همچنین در زبان مازندرانی به معنای «کسی که رسم چوپانی را نداند»، «کشاورز و زارع»، «گاو شیرده» و «غریب یا کسی که از وطن به دور افتاده» می‌باشد.

### دوران باستان

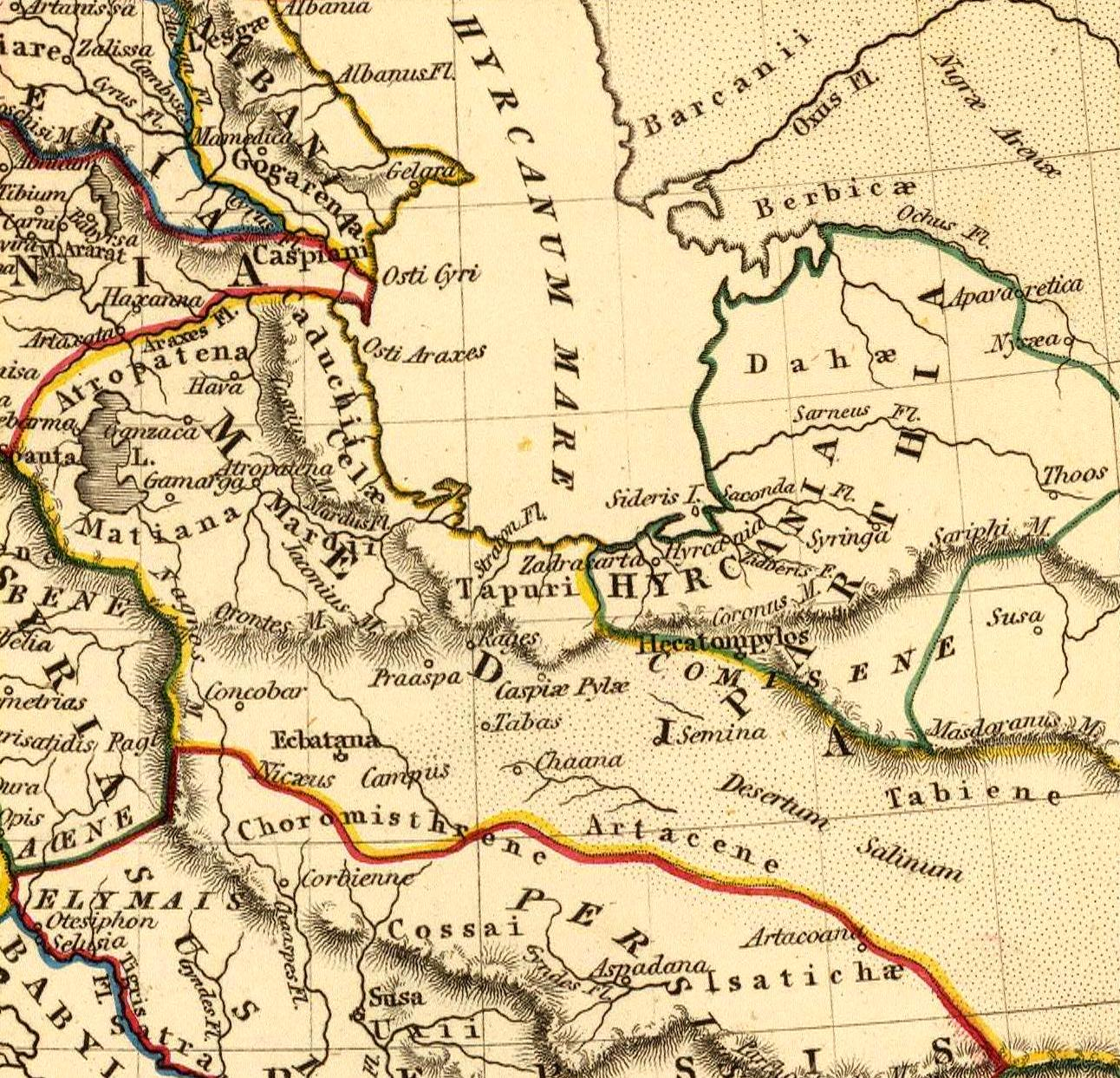
موقعیت تپورها در قرن دوم قبل از میلاد، از شرق سپیدرود تا اسرم ۹هیرکانیا

استان مازندران پیش از اسلام تپورستان (به پهلوی: ) نامیده می‌شد که برگرفته از نام قوم تپوری (به یونانی: Τάπυροι) می‌باشد که پس از اسلام قوم طبری نام گرفتند و سرزمینشان طبرستان نامیده شد.
به گفته واسیلی بارتلد تپوری‌ها در قسمت جنوب شرقی ولایت سکونت داشتند و در قید اطاعت هخامنشیان درآمده بودند و آماردها مغلوب اسکندر مقدونی و بعد مغلوب اشکانیان شدند و اشکانیان در قرن دوم ق. م آنها را در حوالی ری سکونت دادند و اراضی سابق آماردها به تصرف تپوری‌ها درآمد و بطلمیوس در شرح دیلم یعنی قسمت شرقی گیلان در ساحل بحر خزر فقط از تپوری‌ها نام می‌برد. به گفته مجتبی مینوی قوم آمارد و قوم تپوری در سرزمین مازندران می‌زیستند و تپوری‌ها در ناحیه کوهستانی مازندران و آماردها در ناحیه جلگه‌ای مازندران سکونت داشتند. در سال ۱۷۶ ق. م فرهاد اول اشکانی قوم آمارد را به ناحیه خوار کوچاند و تپوری‌ها تمام ناحیه مازندران را فرو گرفتند و تمام ولایت به اسم ایشان تپورستان نامیده شد. شهرهای آمل، چالوس، کلار، سعیدآباد و رویان جزئی از سرزمین قوم تپوری بودند.
ویلیام اسمیت در فرهنگ لغت جغرافیای یونان و روم می‌نویسد: تپورها قومی بودند که محل سکونت آنها در دوره‌های مختلف تاریخ به نظر می‌رسد در امتداد فضای وسیعی از کشور از ارمنستان به سمت شرق تا آمودریا گسترش یافته بود. استرابون آنها را در کنار دروازه‌های کاسپین و ری، در پارت و بین دربیک و اسرم هیرکانی و همراه با آماردی‌ها و سایر مردم در امتداد سواحل جنوبی دریای مازندران قرار می‌دهد که آخرین دیدگاه یعنی سکونت در امتداد سواحل جنوبی دریای مازندران مطابق نظر کوینت کورس و دیونیسوس و پلینی هم می‌باشد. بطلمیوس در جایی آنها را در زمره اقوام سرزمین ماد به حساب می‌آورد و در جایی دیگر آنها را به مارگیانا نسبت می‌دهد. تپوری‌هایی که در پلینی و کوینت کورس به آنها اشاره می‌کند شکی در آن نیست که ناحیه کنونی طبرستان نام خود را از آنها گرفته است. آلیان توصیف عجیبی از تپوری‌هایی که در ماد زندگی می‌کردند ارائه می‌دهد.

## هنر
فعالیت‌های هنری از جمله چادر شب بافی، صنایع دستی و نمد بافی و ساخت ابزار موسیقی از قبیل: تار، دوتار، سه تار، نی هفت بند(۵ سوراخه)، کمانچه و… و خود موسیقی محلی را می‌توان نام برد.

## مردم

### اقوام

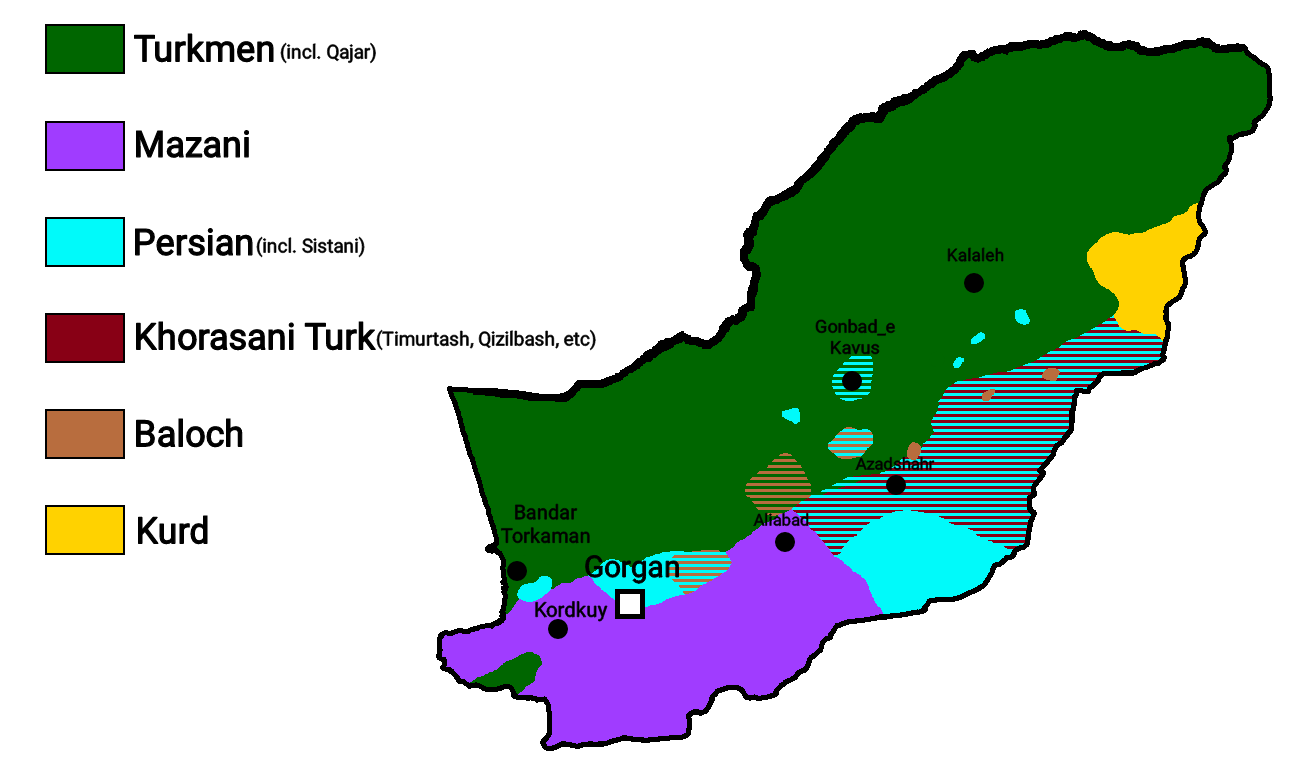
پراکندگی اقوام در استان گلستان

اکثریت مردم علی‌آبادکتول از قومیت کتولی که قومی طبری‌تبار (مازندرانی) می‌باشد هستند و به گویش کتولی که گویشی از زبان طبری است سخن می‌گویند. همچنین اقلیتی از اقوام شاهرودی، آذربایجانی، سیستانی، نیشابوری، کاشمری، سبزواری، فندرسکی در این شهر ساکن هستند. کتولی گویشی از زبان مازندرانی است و گویش فندرسکی برگرفته از بخش فندرسک است.مذهب مردم علی‌آباد شیعه هست

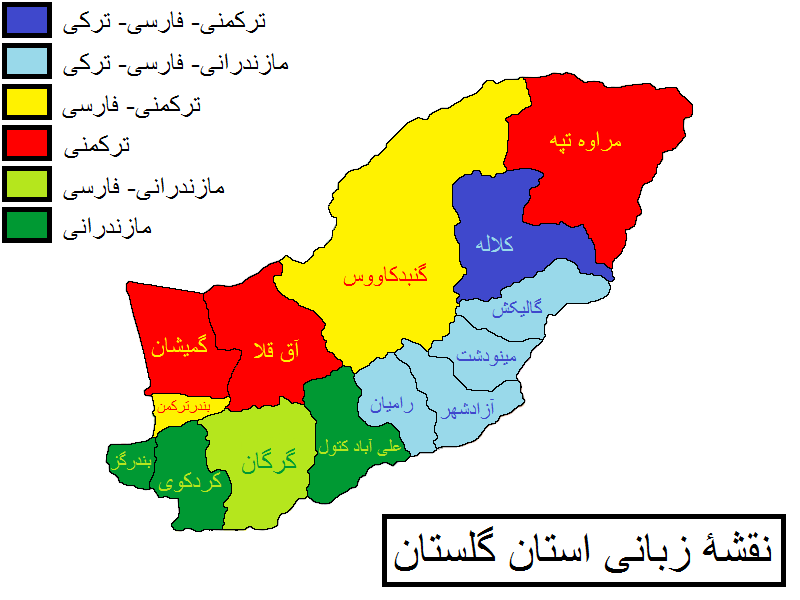
نقشهٔ زبانی استان گلستان

### جمعیت
جمعیت شهر علی‌آباد در سرشماری سال ۱۳۹۵، برابر با ۵۲٬۸۳۸ نفر بوده است.

## شهرداری علی‌آباد کتول
شهرداری علی‌آباد با ساختمانی مدرن و طراحی شده مناسب برای کاربری اداری با هدف بهینه‌سازی فضای اداری و صرفه جویی انرژی درخیابان امام رضا (ع) مقابل مصلی نماز جمعه قرار دارد. برخی از سازمان‌های تابع شهرداری در زیر نوشته شده است.
- ناحیه یک خدمات شهری علی‌آباد کتول
- ناحیه دو خدمات شهری علی‌آباد کتول
- سازمان حمل و نقل عمومی علی‌آباد کتول
- سازمان تاکسیرانی علی‌آباد کتول
- سازمان آتش‌نشانی و خدمات ایمنی علی‌آباد کتول
- سازمان میادین میوه و تره بار علی‌آباد کتول

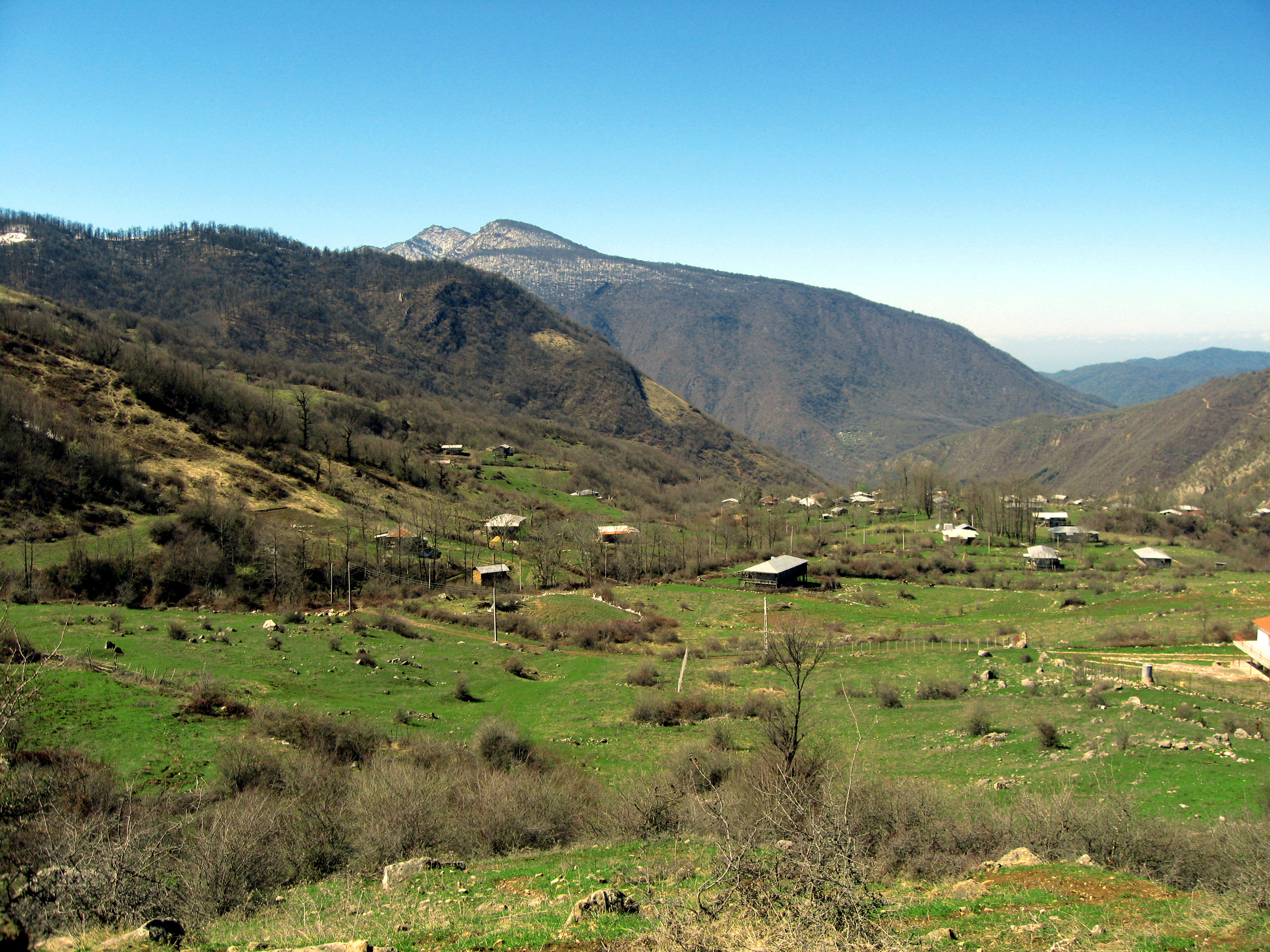
روستای بالاچلی - علی‌آباد کتول

## روستاها و ییلاقات
روستاهای آلوستان،  کردآباد، برفتان، محمدآباد، عباس‌آباد، پیچک محله، الازمن، قوش کرپی، سعد آباد، شیرین آباد، امیرآباد فندرسک، چینو، خلیندر، مایان (ماهیان)، نرسو، ریگ چشمه، چلی، بالا چلی، گنو، غریب آباد، طاویر، چه جا، لنگو، سیاه مرز کوه، نرسو، افرا تخته، الستان، وسیع سر، زرین گل، حسین‌آباد و اسلام‌آباد، زیر مجموعه علی‌آباد کتول قرار دارند،

## گردشگری

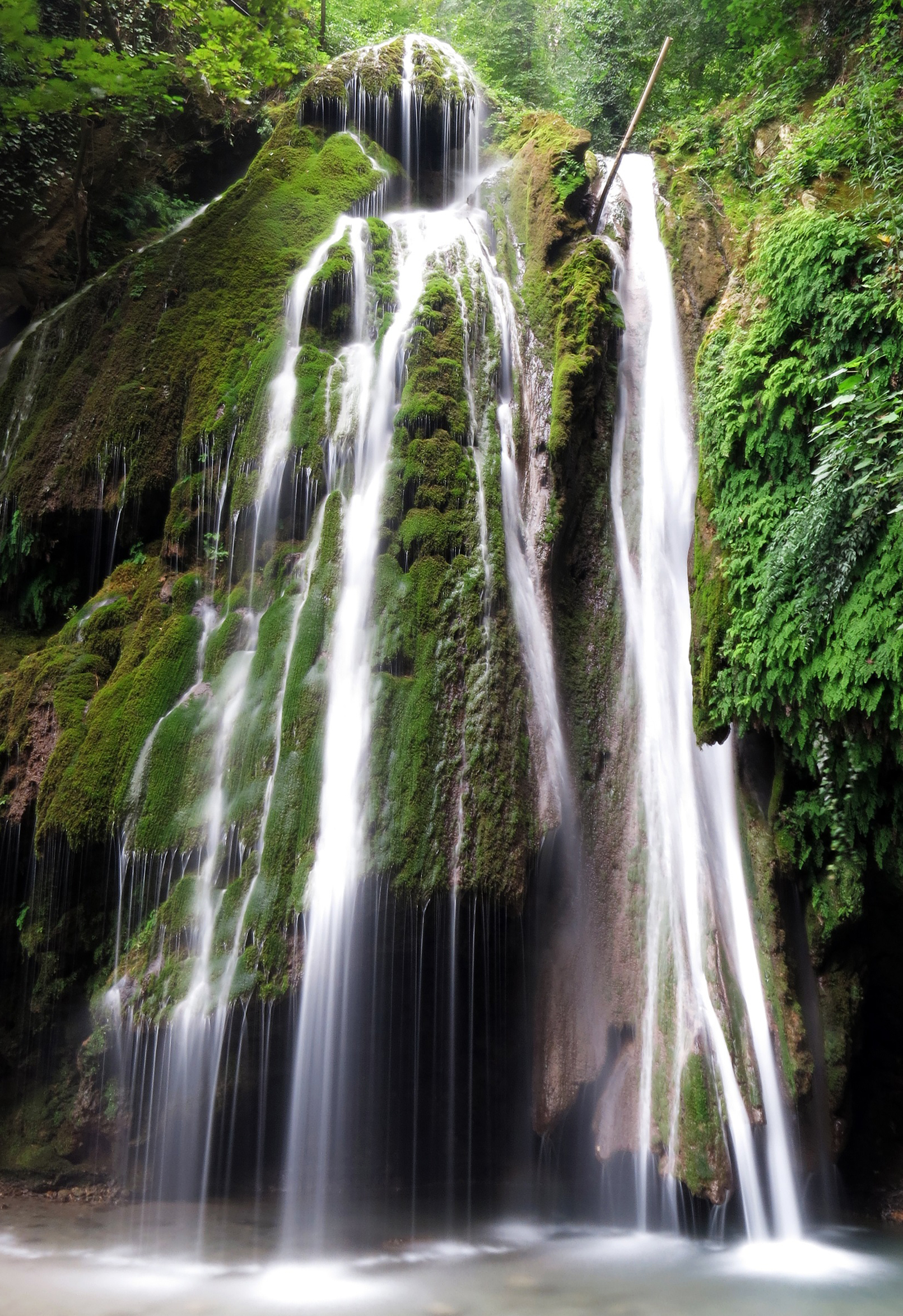
آبشار کبودوال

آبشار تمام خزه‌ای کبودوال، سد علی‌آباد کتول - دو دهنه زیبا و بکر زرین گل و محمدآباد با ییلاقات زیبا ی آن: روستاهای شیرین آباد افرا تخته، چینو، خولیندره، مایان، نرسو، ریگ چشمه، چلی، بالا چلی، گنو، غریب آباد، چه جا، لنگو، سیاه مرز کوه، نرسو، الستان، وسیع سر و منطقه کوهستانی چلی، بالاچلی، شاهوار، جنگل ابر، موزه تاریخ طبیعی، جنگل زرین گل و آسیاب قدیمی از مهم‌ترین مناطق گردشگری این شهرستان می‌باشد.

## زیرساخت

### واحدهای علمی و آموزش عالی
در علی‌آباد حدود ۱۲۰۰۰ دانشجو در ۶ واحد آموزش عالی مشغول به تحصیل هستند. دانشگاه آزاد واحد علی‌آباد کتول بزرگ‌ترین واحد دانشگاهی آزاد در استان نقش مهمی در تولید علم شهرستان داراست.
- دانشگاه آزاد واحد علی آبادکتول
- دانشگاه پیام نور واحد علی‌آباد کتول
- دانشگاه جامع علمی کاربردی بهزیستی گلستان
- دانشکده فنی و مهندسی دانشگاه جامع گلستان
- دانشکده فنی و حرفه‌ای امام خمینی علی‌آباد کتول (انستیتو فناوری کورش کبیر سابق)
- دانشکده فنی حرفه‌ای سما واحد علی‌آبادکتول

### شبکه بهداشتی درمانی
- بیمارستان قائم
- بیمارستان بقیةالله العظم
- درمانگاه شهیدمطهری تأمین اجتماعی
- درمانگاه شفا
- درمانگاه امام رضا سپاه پاسداران
- درمانگاه تخصصی قائم
- درمانگاه خاتم
- درمانگاه شهید کرامتی
- درمانگاه امام علی
- درمانگاه شهری شماره ۱
- درمانگاه شهری شماره ۲
- درمانگاه شهری شماره ۳